# Hans Michael Renovanz
Hans Michael Renovanz (russisch Иван Михайлович Ренованц, * 21. Juli 1744 in Dresden; † 28. Augustjul. / 8. September 1798greg. in Sankt Petersburg) war ein deutsch-russischer Mineraloge, Bergbauingenieur, Hochschullehrer und Forschungsreisender.

## Leben
Renovanz studierte von 1768 bis 1771 an der Bergakademie Freiberg. 1772 ging er nach Sankt Petersburg, wo er sich am Aufbau der per Dekret von Katharina II. 1773 gegründeten Bergbauschule beteiligte, aus der später die Bergbau-Universität Sankt Petersburg hervorging. Von 1774 bis 1778 und von 1785 bis 1798 lehrte er an der Bergbauschule Mineralogie, Markscheidekunde und Physik. Er wurde Leiter des ersten Bergbaumuseums und legte eine umfangreiche Mineraliensammlung an, wobei sein Ordnungssystem der Mineralien sich an dem von Johan Gottschalk Wallerius eingeführten orientierte. 1779 wurde er von der Bergbauschule abberufen und erhielt den Auftrag, die Leitung einer Bergbaubetriebes in der Region Altai zu übernehmen. Seinen dortigen Aufenthalt bis 1785 nutzte er zu geologischen und anderen Erkundungen und veröffentlichte darüber ein Buch in deutscher Sprache, das später ins Russische übersetzt wurde. Eine weitere Forschungsreise unternahm er nach Karelien.
Nach seiner Rückkehr nach Sankt Petersburg ordnete er zusammen mit Wassili Fjodorowitsch Sujew und Johann Gottlieb Georgi die Mineralien- und Gesteinssammlungen der Petersburger Kunstkammer und erstellte mit Georgi einen neuen Mineralien-Katalog.
1779 wurde Renovanz zum korrespondierenden Mitglied der Kaiserlichen Akademie der Wissenschaften gewählt.
1789 erhielt er den Orden des Heiligen Wladimir.

## Schriften (Auswahl)
- H. M. Renovanz: Mineralogisch-geographische und andere vermischte Nachrichten von den Altaischen Gebürgen Russisch Kayserlichen Antheils. Lindfor, Reval 1788, S. XIX, 272.